# عادل الجوهر
عادل الجوهر ممثل بحريني من سكنة مدينة عيسى  في مملكة البحرين.

## عن حياته
كانت بداياته في آواخر التسعينات، وتحديدًا في عام 1997 وذلك من خلال مسرحية الأطفال ( طمع بخيلو ) حيث أثبت نجاحه في مجال التمثيل وخاصة في الجانب الكوميدي، وتوالت بعدها الأعمال المسرحية والتلفزيونية لتنطلق معها الإنجازات والشهرة والجوائز، كما إنه خاض مجال التلحين والغناء والتأليف المسرحي والتلفزيوني، وعلى جانب المسرح كانت له مسرحيات كثيرة أشهرها الدياية طارت وأروح لمين وهوى الديرة وغيرها، وأما بالنسبة للتلفزيون فقد قدم عدة برامج كوميدية أهمها برنامج الكاميرا المخشوشة وأيضا البرنامج الكوميدي خف علينا. 
واشتهر عادل الجوهر بالشخصية الساخرة المرحة التي تنتقد وتسخر من الأوضاع المحلية والعربية، حيث لديه عدد من الأعمال التي تتناول الأحداث السياسية والاقتصادية والاجتماعية بأسلوب كوميدي نقدي، كما يعتبر عادل الجوهر أحد مؤسسي ( فرقة مسرح البيادر ) عام 2005، وقد حصل عادل الجوهر على جائزة أفضل ممثل أول عن مسرحية بلاليط في عام 2012 في مهرجان المسرح الخليجي بصلالة سلطنة عمان.

## أعماله

### الأعمال المسرحية
| #  | العمل المسرحي                                                                        | الدور                                                                                |
| -- | ------------------------------------------------------------------------------------ | ------------------------------------------------------------------------------------ |
| 1  | مسرحية طمع بخيلو                                                                     | ممثل                                                                                 |
| 2  | مسرحية عساف                                                                          | ممثل                                                                                 |
| 3  | مسرحية عائلة ولكن                                                                    | مخرج ومؤلف وممثل                                                                     |
| 4  | مسرحية حبيبي المدير                                                                  | مخرج وممثل                                                                           |
| 5  | مسرحية شكشوكة                                                                        | مخرج ومؤلف                                                                           |
| 6  | مسرحية طاح الرأس في الفاس                                                            | مخرج ومؤلف وممثل                                                                     |
| 7  | مسرحية شباب ضايعين                                                                   | مخرج وممثل وإعداد النص                                                               |
| 8  | مسرحية تحت الدخان ( بسنا يا ناس )                                                    | مخرج وممثل وإعداد النص                                                               |
| 9  | مسرحية بلاليط ( مهرجان المسرح الخليجي 12 بصلالة )                                    | ممثل                                                                                 |
| 10 | مسرحية في أنتظار مريم ( مسابقة البحرين المسرحية 2008 )                               | ممثل                                                                                 |
| 11 | مسرحية شباب في حالة حرجة                                                             | مخرج ومؤلف وممثل                                                                     |
| 12 | مسرحية الأطفال ـ الذئب وأرض الكتاكيت الخضراء ( المؤسسة العامة للشباب والرياضة )      | ممثل                                                                                 |
| 13 | مسرحية الأطفال - تنين العصافير ( وزارة التربية والتعليم )                            | مخرج                                                                                 |
| 14 | مسرحية صاحيين لكن ميانين                                                             | مخرج وممثل                                                                           |
| 15 | مسرحية الأطفال - سمير وسمورة                                                         | ممثل ومصمم السينوغرافيا                                                              |
| 16 | مسرحية لأجلك يا قدس                                                                  | ممثل                                                                                 |
| 17 | مسرحية صرخة                                                                          | ممثل                                                                                 |
| 18 | مسرحية الأطفال - عصابة خربوش                                                         | ممثل ومساعد مخرج                                                                     |
| 19 | مسرحية الدياية طارت                                                                  | مخرج وممثل                                                                           |
| 20 | مسرحية ليلة ممطرة                                                                    | ممثل                                                                                 |
| 21 | مسرحية عائلة ستايل                                                                   | مخرج ومؤلف وممثل                                                                     |
| 22 | مسرحية ليش ناطر ( وزارة البلديات ـ الأسبوع البلدي )                                  | مخرج ومؤلف وممثل                                                                     |
| 23 | أوبريت ولهان يا محرق ( مهرجان تاء الشباب )                                           | ممثل                                                                                 |
| 24 | أوبريت تستاهلين الخير                                                                | ممثل                                                                                 |
| 25 | أوبريت في حب البحرين ( مشروع البر لسمو الشيخ خليفة بن علي بن خليفة آل خليفة )        | مخرج وممثل                                                                           |
| 26 | أوبريت نبني وطن ونطوي صفحة ( الديوان الملكي )                                        | ممثل                                                                                 |
| 27 | مسرحية الشياطين الحمر                                                                | ممثل                                                                                 |
| 28 | مسرحية الأطفال - أبطال البطيخ                                                        | ممثل                                                                                 |
| 29 | مسرحية الأطفال - المغامرون الثلاثة ( المؤسسة الخيرية الملكية )                       | ممثل                                                                                 |
| 30 | مسرحية أزمة جريدة                                                                    | ممثل                                                                                 |
| 31 | مسرحية الأطفال - مدينة الألوان                                                       | مصمم وفني الإضاءة                                                                    |
| 32 | مسرحية المقهى ( وزارة التنمية الأجتماعية )                                           | ممثل                                                                                 |
| 33 | مسرحية قناتنا الفضائية ( وزارة التنمية الأجتماعية )                                  | ممثل                                                                                 |
| 34 | مسرحية صورة ( نادي مدينة عيسى )                                                      | ممثل                                                                                 |
| 35 | مسرحية أسكت ولا كلمة ( مهرجان مسرح الصواري 9 )                                       | ممثل ومعد النص                                                                       |
| 36 | مسرحية بيتنا الذي                                                                    | ممثل                                                                                 |
| 37 | مسرحية مدينة الألوان ( مهرجان الطفل في المغرب )                                      | ممثل                                                                                 |
| 38 | مسرحية أروح لمين                                                                     | معد النص ومخرج وممثل                                                                 |
| 39 | مسرحية شعب البلاليط                                                                  | معد النص ومساعد مخرج وممثل                                                           |
| 40 | مسرحية هوى الديرة                                                                    | معد النص ومخرج وممثل                                                                 |
| 41 | مسرحية أختطاف 77                                                                     | معد النص ومخرج وممثل                                                                 |
| 42 | المشاركة في عدة فقرات تمثيلية في المراكز الثقافية والأندية بالمملكة العربية السعودية | المشاركة في عدة فقرات تمثيلية في المراكز الثقافية والأندية بالمملكة العربية السعودية |
| 43 | إخراج وتأليف وتمثيل العديد من الأسكتشات للمراكز الصيفية والشبابية والأجتماعية        | إخراج وتأليف وتمثيل العديد من الأسكتشات للمراكز الصيفية والشبابية والأجتماعية        |

### الأعمال التلفزيونية
| #  | العمل التلفزيوني                                                                     | الدور                                                                                |
| -- | ------------------------------------------------------------------------------------ | ------------------------------------------------------------------------------------ |
| 1  | برنامج eshow ( تلفزيون البحرين )                                                     | معد ومؤلف الفقرات التمثيلية وممثل                                                    |
| 2  | مسلسل أصيل ( تمكين + تلفزيون البحرين )                                               | ممثل                                                                                 |
| 3  | مسلسل الكلمة الطيبة ( تلفزيون البحرين )                                              | ممثل                                                                                 |
| 4  | برنامج الكاميرا المخشوشة بجزئيه الأول والثاني ( تلفزيون البحرين )                    | معد البرنامج وممثل                                                                   |
| 5  | برنامج الأطفال العلم نور ( تلفزيون البحرين )                                         | ممثل                                                                                 |
| 6  | برنامج خف علينا ( تلفزيون البحرين )                                                  | معد ومؤلف وممثل                                                                      |
| 7  | لولو ومرجان (مسلسل) الجزء الأول ( سما دبي )                                          | ممثل                                                                                 |
| 8  | فقرات تمثيلية في البرنامج الرياضي سبورت دوت نت ( قناة الكاس ـ دولة قطر)              | مؤلف وممثل                                                                           |
| 9  | العديد من اللقاءات التلفزيونية والأذاعية                                             | العديد من اللقاءات التلفزيونية والأذاعية                                             |
| 10 | كتابة العديد من السيناريوهات للفقرات الوثائقية والأعلانات التجارية للشركات والمؤسسات | كتابة العديد من السيناريوهات للفقرات الوثائقية والأعلانات التجارية للشركات والمؤسسات |

## الجوائز
| # | الجائزة                                                                                       |
| - | --------------------------------------------------------------------------------------------- |
| 1 | جائزة أفضل ممثل دور أول في مهرجان المسرح الخليجي 12 ـ ( سلطنة عمان - صلالة ) عن مسرحية بلاليط |
| 2 | جائزة أفضل ممثل دور ثاني في مسابقة البحرين المسرحية 2008 عن مسرحية في أنتظار مريم             |
| 3 | جائزة أفضل ممثل دور ثاني في مهرجان مسرح الريف ( البحرين ) 2012 عن مسرحية بلاليط               |

## وصلات خارجية
1. http://www.alwasatnews.com/news/1228876.html
2. http://www.musicnation.me/news/%D8%A8%D8%A7%D9%84%D9%81%D9%8A%D8%AF%D9%8A%D9%88-%D8%B9%D8%A7%D8%AF%D9%84-%D8%A7%D9%84%D8%AC%D9%88%D9%87%D8%B1-%D9%8A%D9%88%D8%A7%D8%AC%D9%87-%D8%A7%D9%84%D9%86%D9%91%D8%AD%D8%B3-%D8%A8%D8%A7
3. https://www.instagram.com/adel_al_johar/
4. https://youtu.be/g87WnZSNJpk